# Aïn Azel
Pour les articles homonymes, voir Ampère (homonymie).
Aïn Azel (en arabe : عين آزال) - ou Ampère durant la période coloniale française, est une commune de la wilaya de Sétif, située à 50 km au sud de Sétif.

## Géographie

### Relief
La commune d'Aïn Azel est entourée de massifs montagneux :
- Djebel Loumassa et Djebel Sekrine à l'ouest.
- Djebel Gatiane au sud
- Djebel Lehçana au sud-est.
- Djebel Kalâaoun à l'est, (derrière lequel se trouvent les chotts de Ain-Lahdjar et de Beida-Bordj).

## Toponymie
Le nom de la commune est formé de deux composants : aïn de l'arabe signifiant « source » et azal, du berbère signifiant « jour » ou « milieu du jour », « midi ». Le nom complet de la localité signifierait donc « la source du midi », celle autour de laquelle se rassemble généralement le troupeau à l'heure du midi, à l'abri du soleil.

## Histoire
Aïn Azel possède une histoire riche qui reflète les différentes périodes de domination et de transformation de la région.
Histoire ancienne:
La région d’Aïn Azel a été habitée depuis l’Antiquité, comme en témoignent des vestiges romains découverts à proximité. Ces ruines montrent l’importance stratégique de la zone en tant que point de passage pour les caravanes et les échanges commerciaux.
Période ottomane:
Sous la domination ottomane, Aïn Azel faisait partie des territoires administrés par le Beylik de Constantine. La région était utilisée pour ses ressources naturelles, notamment les terres agricoles et les pâturages.
Colonisation française (1830-1962):
Pendant la colonisation française, Aïn Azel a été transformée en un centre de colonisation sous le nom d’Ampère en 1896. Ce village a été créé pour exploiter les ressources locales, notamment les terres agricoles et les forêts environnantes. Les colons français y ont établi des infrastructures comme des moulins à farine et des canaux d’irrigation.
La commune est devenue un nœud routier important reliant le nord (Sétif) au sud (Hodna et Biskra), facilitant ainsi le commerce entre ces régions.
Période contemporaine:
Après l’indépendance en 1962, Aïn Azel a connu une croissance démographique et économique. Cependant, la région a également été marquée par des événements tragiques, comme l’accident minier de Kherzet Youcef en 1990, qui a causé la mort de 19 mineurs.
Aïn Azel reste aujourd’hui une commune dynamique avec un riche héritage historique et culturel, tout en jouant un rôle clé dans l’économie régionale grâce à ses ressources naturelles.

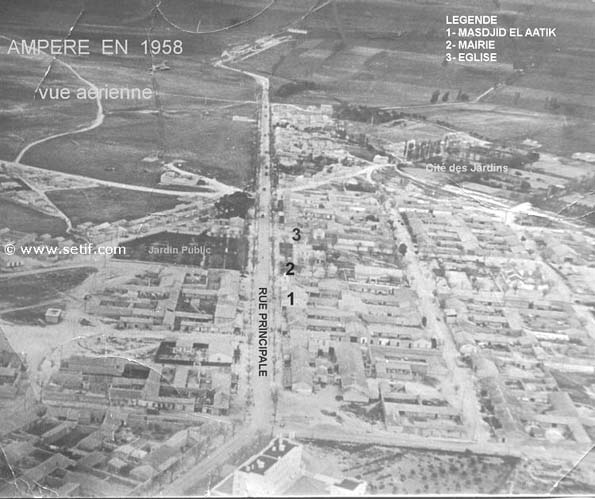
Aïn Azel Ampère) - Vue aérienne 1958
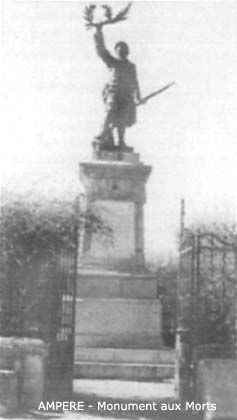
Aïn Azel (Ampère) - Monument aux morts
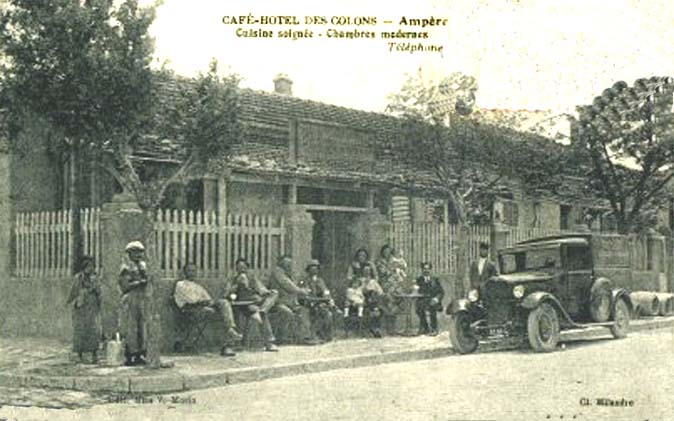
Ampère (Aïn Azel) - Hôtel des colons
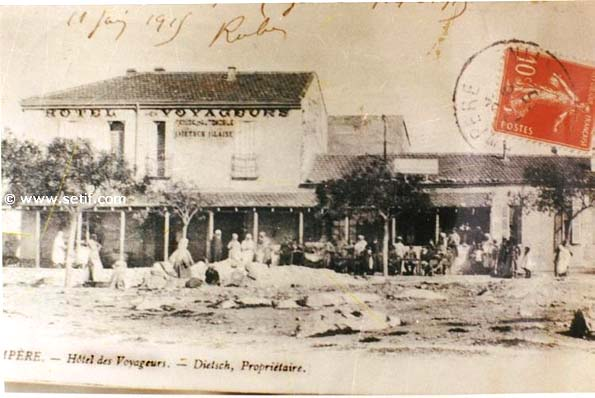
Aïn Azel - (Ampère) -  Hôtel voyageurs

## Économie
Aïn Azel se caractérise surtout par le gisement poly-métallique (en particulier du plomb et du zinc) et par la nappe d'eau souterraine qui va de Châaba-El-Hamra jusqu'à Ain-El-Kahla.
Avant la catastrophe hydrogéologique du 2 juin 1990 qui a causé la mort d'une vingtaine de travailleurs de l'ex-SONAREM, il n'y avait que la mine de Kherzet-Youcef. Il y eut par la suite la construction d'une deuxième mine (Châaba-El-Hamra), dont le minerai est transféré au complexe minier sus-cité. Une explosion dans cette mine le 4 août 2020 a fait deux victimes.
L'industrie locale est constituée d'une minoterie-semoulerie et de deux limonaderies.

## Santé
Aïn Azel dispose d'un hôpital de 120 lits, inauguré en 2006, comprenant un pavillon de soins d'urgence, deux blocs opératoires[réf. nécessaire], un scanner et des services de pédiatrie, de médecine interne, de chirurgie générale, de gynécologie et obstétrique et de médecine de travail.

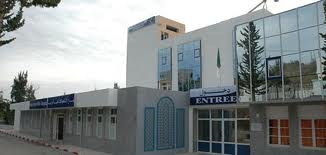
Hôpital de Aïn Azel (photo 1)
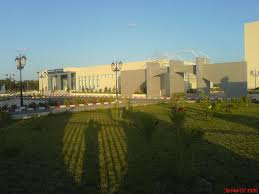
Hôpital de Aïn Azel (photo 1)

En juin 2022, un centre de diagnostic médical privé a été inauguré dans la ville de Aïn Azel, nommé ADEM. Le centre dispose d'une unité de radiologie ultra moderne.

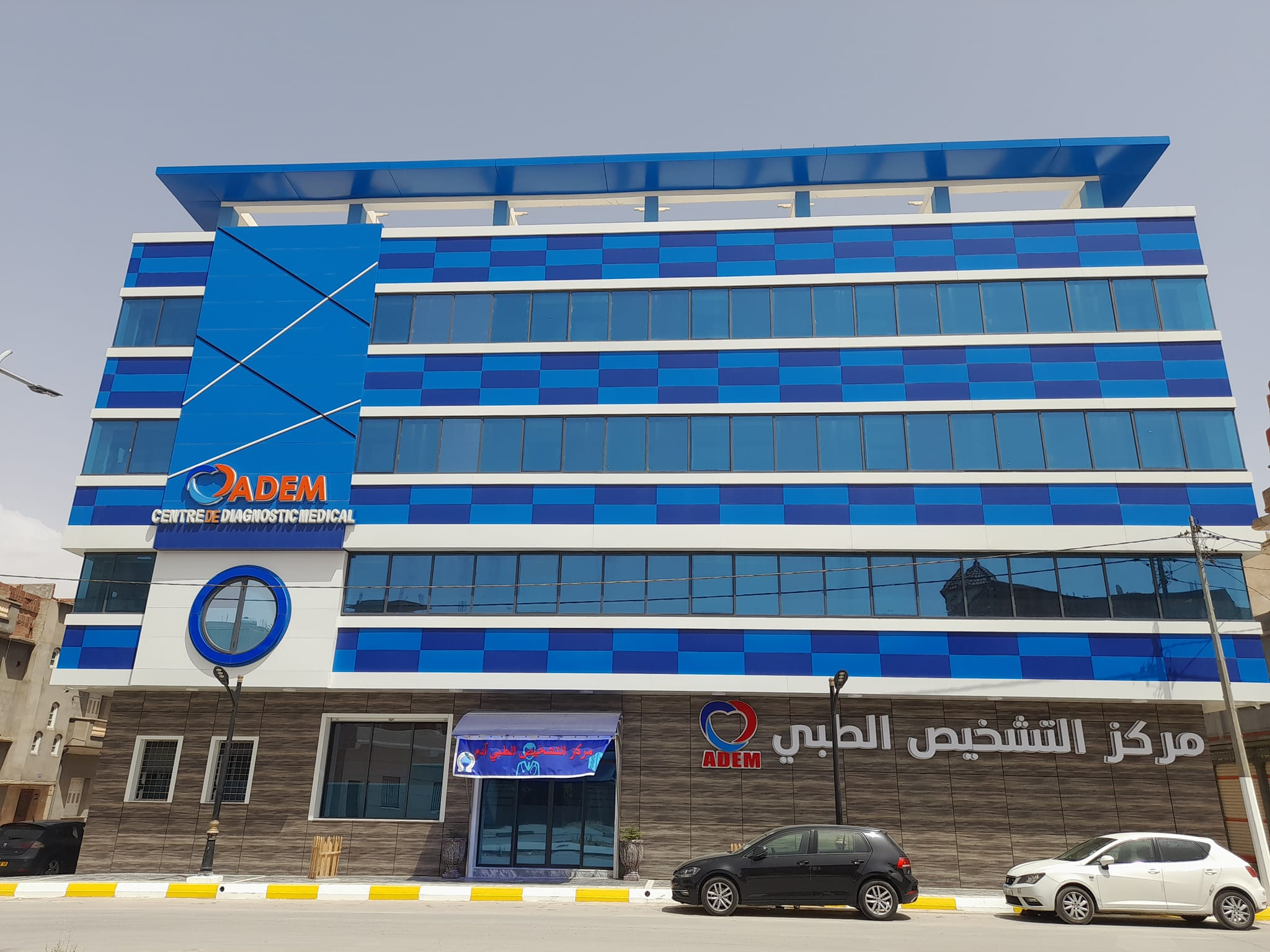
Centre diagnostic médical ADEM

## Sport
- Volley-ball El Fanar Aïn Azel (ex-NRBAA) en Superdivision depuis 2013, porte les couleurs Rouge et Noir
- Club de boxe d'envergure nationale qui représente l'Algérie dans diverses compétitions internationales
- Club de Football NRBAA, fondé dans les années 1950
- Club de Handball MTAA, porte les couleurs noir et blanc

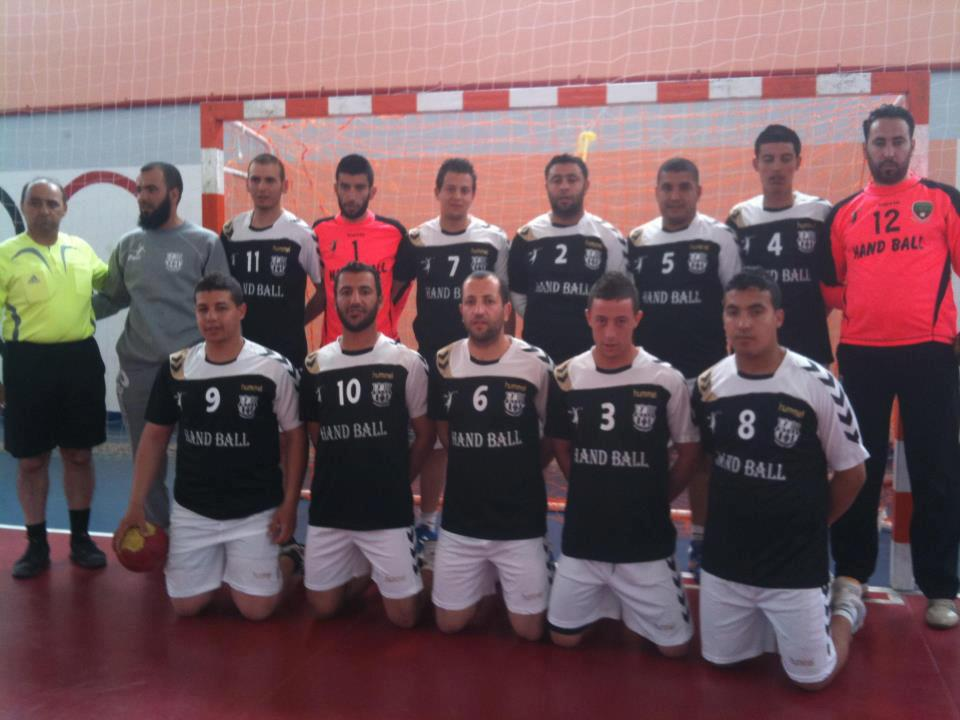
MTAA Club Handball Ain Azel
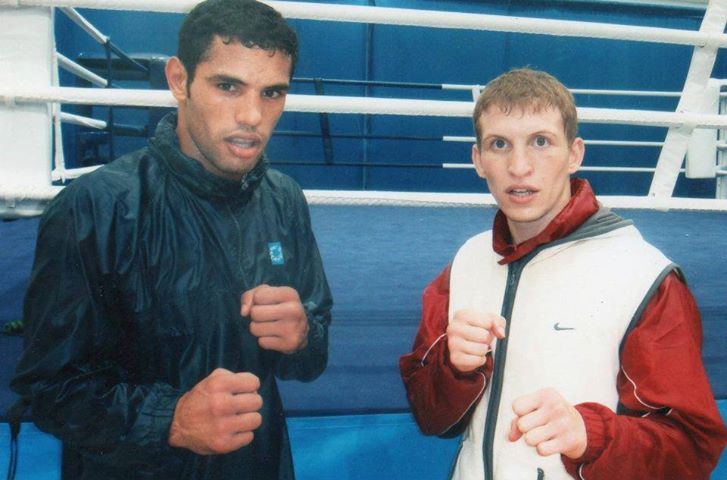
Boxeur de Ain Azel Nabil Kassel et Hamza Kramou

## Personnalités liées à la commune
- Abdelkader Chadi : boxeur dans l'équipe nationale algérienne, né le 12 décembre 1986 à Aïn Azel
- Hamza Kramou, Nabil Kassel : boxeur
- Noureddine Staifi : chanteur local, né à Aïn Azel
- Mouna Hamitouche : née à Ain Azel. Elle a  déménagé à Londres au début des années 1990 et a fait une carrière notable en politique britannique, devenant la première femme algérienne élue maire au Royaume-Uni.